# 猪原賽
猪原 賽（いはら さい、1975年1月2日 - ）は、日本の漫画原作者、漫画家。男性。
代表作に『悪徒-ACT-』、『伴天連XX』、『宇宙戦争』、『バキ外伝 烈海王は異世界転生しても一向にかまわんッッ』など。旧ペンネームはオオシマヒロユキとの合同名義で猪原大介（いはら だいすけ）。

## 略歴
出典:
埼玉県鴻巣市出身。1990年、埼玉県立熊谷高等学校漫画研究会（現在は廃部）所属。
1994年、武蔵大学文芸部所属。同人サークル『POLICE五人衆』：「少年チンプ」などの二次創作漫画を描く。
1996年、漫画アシスタント。
2000年、猪原大介名義で漫画家になる。オオシマヒロユキとの合作コンビで、原作や背景などを担当。
2008年、猪原賽に改名。漫画原作者となる。

## 作品リスト

### オオシマヒロユキとの合作
- NO WAY OUT（読切、ソニーマガジンズ『コミックバーズ』掲載） - オオシマヒロユキイラスト集『ウルトラスーパースター』所収
- 下町狂い咲きキネマ（シリーズ読切、少年画報社『アワーズライト』掲載）
- UNLOCK（連載、少年画報社『アワーズライト』掲載）
- 公園の帝王トイチちゃん（読切、ビブロス『カラフルコミックピュアガール』掲載） - 単行本未収録
- 学園ノイズ（連載、一迅社『コミックゼロサム』掲載、全4巻）
- CANDY POP KILL! KILL!（前、後編読切・原作：ゆずはらとしゆき、スクウェアエニックス『ヤングガンガン』掲載） - 単行本未収録
- 21世紀番長（連載、講談社『月刊少年シリウス』掲載） - 単行本未収録
- Jumping Junk Flash!（読切、小学館『月刊IKKI』掲載） - 単行本未収録

### 原作
- 孔子と論語（作画：李志清、書き下ろし単行本、メディアファクトリー、全3巻）
- 悪徒-ACT-（漫画：横島一、連載、秋田書店『週刊少年チャンピオン』2008年14号 - 2008年45号、少年チャンピオンコミックス版2巻、ファミ通クリアコミックス版上下巻）
- ブロードウェイ FROM DUSK TILL DAWN（作画：アントンシク、読切、メディアファクトリー『コミックフラッパー』掲載）
- ものミコ（作画：ゆみまる、連載、携帯コンテンツ・コミックサイト「ケータイ★まんが王国」掲載）
- BYC〜裏庭街〜（作画：加倉井ミサイル、連載、携帯コンテンツ・コミックサイト「ケータイ★まんが王国」掲載）
- ラッキー☆ストライク！（作画：肋兵器、連載、携帯コンテンツ・コミックサイト「ケータイ★まんが王国」掲載）
- くまがヤン（漫画：横島一、連載、集英社『漫'sプレイボーイ』→少年画報社『月刊ヤングキング』掲載、全1巻）※集英社「漫'sプレイボーイ」休刊後、少年画報社「月刊ヤングキング」移籍
- 伴天連XX（漫画：横島一、連載、エンターブレイン『ファミ通コミッククリア』2009年10月30日 - 2011年4月1日、全3巻）
- キャロル（漫画：横島一、連載、少年画報社『月刊ヤングキング』2010年11月号[3] - 掲載） - 単行本未収録
- H2O（作画：桜去ほとり、連載、「ケータイ週プレBook」） - 単行本未収録
- クルミ悪リルミ（漫画：横島一、読切、少年画報社『ヤングキング』2010年21号[4]） - 単行本未収録
- オーバーペイントRe:PAINT（漫画：横島一、前後編、『ヤングキング』2011年15号[5] - 16号） - ※『ヤングキング』に掲載された前後編60ページ（単行本未収録）に描き下ろし31ページを追加し、電子書籍（Amazon Kindle）限定で全1巻。
- 放課後カタストロフィ-Re:THE END of the end-（漫画：平尾リョウ、連載、株式会社ヒーローズ『月刊ヒーローズ』2014年7月号[6] - 、全3巻）
- ガンロック（漫画：横島一、読切→連載、秋田書店『別冊少年チャンピオン』2013年11月号[7]、2014年10月号[8] - 2015年8月号[9]、既刊1巻）
- ひるねぶる。（漫画：春夏アキト、構成協力：羽鳥ひろし、連載、株式会社ヒーローズ『月刊ヒーローズ』2018年10月号[10] - 2019年2月号、2019年5月号 - 7月号[11]、既刊1巻） - 集中連載[10]
- バキ外伝 烈海王は異世界転生しても一向にかまわんッッ（漫画：陸井栄史、原案：板垣恵介、連載、秋田書店『月刊少年チャンピオン』2020年12月号[12] - 、既刊12巻）

### 構成
- ドロボウナイトトリック（原作：ゆちゃP、作画：幸路、連載、メディアファクトリー『月刊コミックジーン』）
- カタリカ ―語り禍―（原案：逢縁奇演、作画：クラタヒロヤス、連載、竹書房『WEBコミックガンマ』）

### 脚本
- 宇宙戦争（漫画：横島一、原作：H・G・ウェルズ、連載、KADOKAWA（エンターブレインブランド）『コミックビーム100』Vol.13[13] - →『月刊コミックビーム』2019年5月号[14] - 2021年2月号[15]）
- スケバン刑事Pretend（漫画：細川真義、原作：和田慎二、連載、秋田書店『月刊プリンセス』2021年9月号[16] - 2024年4月号[17]）
- 異世界小林幸子〜ラスボス降臨！〜（漫画：國立アルバ、監修：幸子プロモーション、秋田書店『ミステリーボニータ』2023年7月号[18] - ）

### アンソロジー
- 『刀剣乱舞-ONLINE-絆』（2021年10月5日発売[19]） - 猪原賽×横島一名義[19]

### その他
- 刃牙シリーズ30周年記念企画お祝いイラスト（『週刊少年チャンピオン』2021年44号[20]）
- ウロボロス 約束の血（小説：辰巳リオ、二次元ドリームノベルス、2001年） - 「三寸」名義でイラストレーションを担当。